# Chreszczatyk

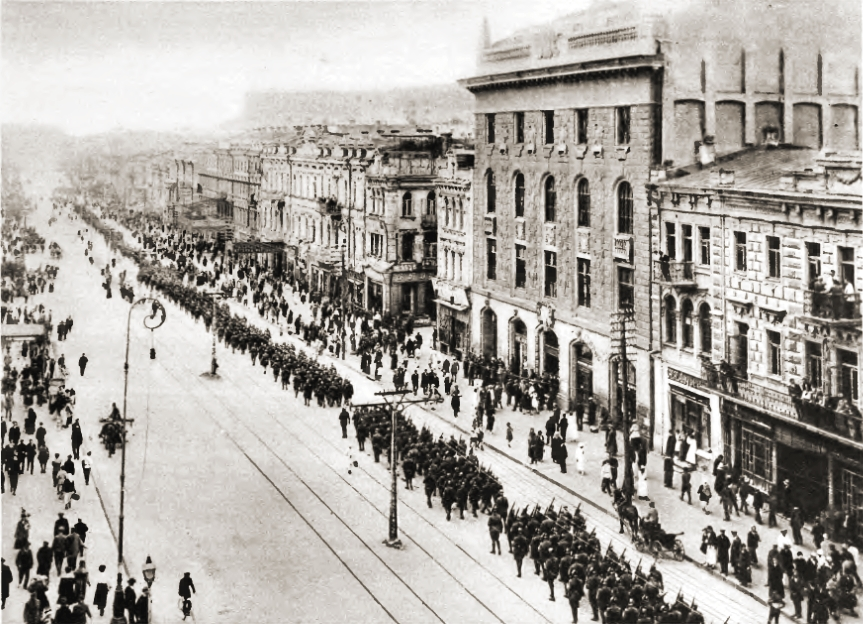
Defilada Wojska Polskiego na Chreszczatyku, 9 maja 1920

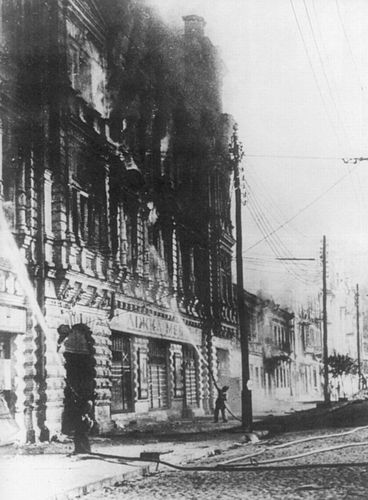
Chreszczatyk – Grand-Hotel-National płonący po wysadzeniu przez saperów sowieckich, wrzesień 1941

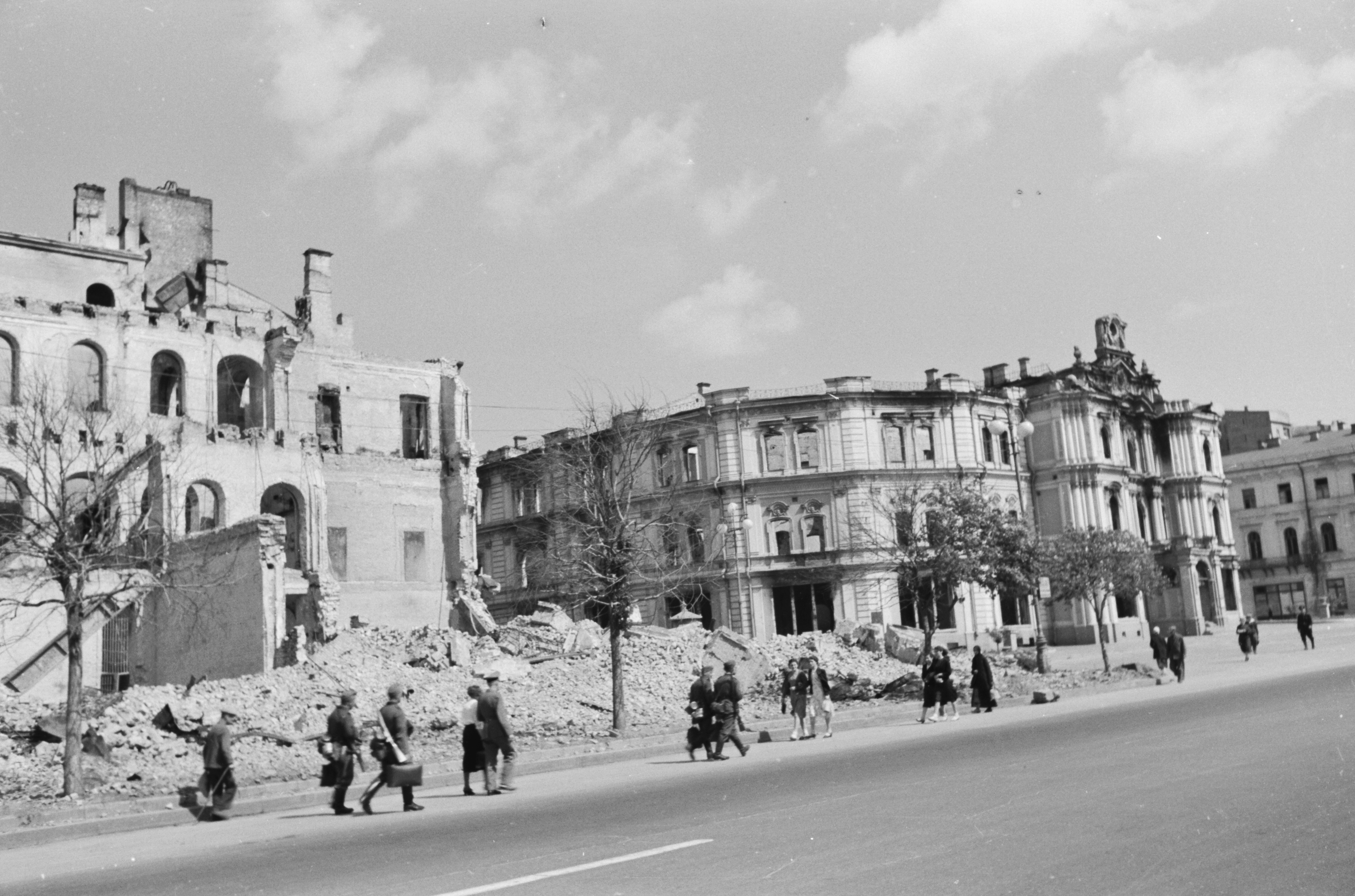
Zrujnowany Chreszczatyk, Duma Miejska 1942

Chreszczatyk (także: Kreszczatik, Kreszczatyk; ukr. Хрещатик, Chreszczatyk) – główna aleja Kijowa. Zabudowa alei została zniszczona podczas II wojny światowej, następnie aleja została odbudowana w latach 50. XX wieku w stylu socrealistycznym.

## Historia ulicy
Od wczesnego średniowiecza był to trakt łączący Górne Miasto z Padołem. Siedzibę księcia kijowskiego (przez bramę Wojewódzką) z dzielnicą kupców i rzemieślników oraz radą miejską znajdującą się na drugim końcu dzielnicy przy bramie Szczekawickiej. Z chwilą nadania praw miejskich Kijowowi w 1494 przez króla Jana Olbrachta, było to miejsce przeznaczone dla największego dorocznego jarmarku tzw. „kreszczeńskiego” i targu – trwającego od 6 stycznia przez kolejne 20 dni, wywodzącego się z przywileju króla Zygmunta I z roku 1516.
Od roku 1797 głównym centrum działalności handlowej staje się Dom Kontraktowy. W podolskim „domu” znajdowały się liczne stoiska polskich kupców z Kijowa, Warszawy i innych miast.
Od samego początku „kontrakty” związane były z jarmarkiem handlu zbożowego, od końca XIX w. także cukrowego. Z biegiem czasu kontrakty kijowskie zlewają się z dawnym jarmarkiem Nowy budynek wybudowany w latach 1815–1817, wyróżniał się w zespole architektonicznym centralnego placu dzielnicy. Dom kontraktowy bywał także ośrodkiem życia towarzyskiego – odwiedzili go Adam Mickiewicz, Aleksandr Puszkin, Honoré de Balzac i Taras Szewczenko. Odbywały się tu przedstawienia teatralne i koncerty, występowali tutaj m.in. Ferenc Liszt i Henryk Wieniawski.
W 1811 r. wybuchł na Padole pożar, który strawił większą część tej tradycyjnej dzielnicy kupieckiej. Wydarzenie to w swojej konsekwencji ułatwiło następnie władzom rosyjskim całkowitą przebudowę struktury przestrzennej Kijowa. Luźno powiązane ze sobą oddzielne części starego miasta (Pieczary-Dolne i Górne Miasto) zostały połączone nowo wybudowaną arterią, ulicą Chreszczatyk. W miejscu starej, spalonej dzielnicy powstał duży rosyjski dom handlowych „Gostiny Dwor”, wybudowany w latach 1812–1828. Przez cały wiek dziewiętnasty nazywana była „jedyną prawdziwą ulicą Kijowa”. Tutaj 9 maja 1920 odbyła się defilada oddziałów Wojska Polskiego i Armii Ukraińskiej Republiki Ludowej po zajęciu Kijowa, podczas wyprawy kijowskiej w wojnie polsko-bolszewickiej.
Na Chreszczatyku w XIX wieku mieściło się wiele prowadzonych przez Polaków nowoczesnych magazynów, renomowanych firm, banków, hoteli, zakładów rzemieślniczych. Po wojnie ukraińsko-radzieckiej i utworzeniu USRR Chreszczatyk w latach 1923–1937 nosił nazwę ulicy Worowskiego, nazwę historyczną przywrócono w 1937. Zaminowana i wysadzona w powietrze przez sowieckich saperów po zajęciu Kijowa przez Wehrmacht we wrześniu 1941 w czasie wojny niemiecko-sowieckiej. Odbudowana z gruzów po II wojnie światowej w stylu socrealistycznym. Jest dziś osią stołecznego Kijowa.
Etymologicznie nazwa pochodzi od ukraińskiego słowa, w znaczeniu „na skrzyżowaniu”.

### XIX wiek. Okres do 1917 roku

#### Charakterystyczne budynki

##### Duma Miejska
W 1876 roku dokonano otwarcia budynku rady miejskiej zaprojektowanego przez O. Schillego. Kształtem przypominał rozciągnięta podkowę, zwróconą wypukłą częścią w stronę ulicy. Na parterze miały swoją siedzibę małe sklepiki, na reprezentacyjnym pierwszym piętrze pokoje rady miejskiej wraz z salą posiedzeń. Do budynku nadbudowana była wieża z zegarem i sygnaturką, na której szczycie stał symbol Kijowa Św. Michał Archanioł według projektu architekt miejskiej Ewy Kulikowskiej.
W roku otwarcia budynku zakwaterowano w ratuszu szkołę artystyczną Nikołaja Muraszki. W 1881 roku rozpoczął tu działalność pierwszy w Europie nocny punkt pomocy lekarskiej.
Za czasów radzieckich w ratuszu mieścił się rejonowy komitet wykonawczy WKP(b), a figurkę Św. Michała zastąpiono czerwoną gwiazdą. Po zniszczeniach II wojny światowej budynku nie odbudowano.

##### Giełda Miejska
7 stycznia 1873 roku z inicjatywy szefa kijowskiego oddziału Rosyjskiego Banku Państwowego Nikołaja Bungego i szefa komitetu na rzecz giełdy kijowskiej M. Chriakowa otwarto giełdę kijowską – w trzynastą rocznicę działalności przeniosła się do nowego budynku powstałego na rogu Chreszczatyku i ul. Instytuckiej.

##### Grand-Hotel-National
W 1876 roku na rogu Chreszczatyku i ulicy Besarabskiej zbudowano dwupiętrowy budynek kupca Marra według projektu architekta Władimira Nikołajewa. Na parterze mieściły się luksusowe sklepy, dwa kolejne piętra zajmowały pomieszczenia hotelu Grand-Hotel-National należącego początkowo do kijowskiego przedsiębiorcy Szulca. Wcześniej na jego miejscu stał jednopiętrowy wyszynk z pokojami hotelowymi należący do architekta Wincentego Berettiego (bywali tu m.in. Nikołaj Kostomarow i Taras Szewczenko).
W 1883 roku gmach wzbogacił się o aptekę, trzecią z kolei na Chreszczatyku, a w 1906 roku otworzyło w nim swoje podwoje kino „Elektrobiograf”. Swego czasu był uważany za najpiękniejszą architektonicznie budowlę ulicy. Obecnie na miejscu dawnego hotelu znajduje się kino „Orbita” (adres: Chreszczatyk 29/1).

##### Dom Kupiecki
Został wzniesiony w 1882 roku dla potrzeb kijowskich kupców, obecnie znajduje się tu Narodowa Filharmonia Ukrainy.

### Okres ZSRR
Po ataku III Rzeszy na ZSRR rozpoczęło się ustawianie barykad na ulicy. Armia Czerwona wycofując się z miasta 19 września 1941 roku zaminowała większość ważnych budynków w Kijowie, w tym prawie cały Chreszczatyk. Pięć dni później pozostawieni w Kijowie sowieccy dywersanci wywołali zdalnie sterowane wybuchy zaminowanych kamienic, które doprowadziły do pożaru całej ulicy. Niemcom nie udało się opanować pożaru, w październiku 1941 roku większość budynków była zrujnowana.
Po wkroczeniu Armii Czerwonej do Kijowa jesienią 1943 roku rozpoczęła się odbudowa ulicy, powstała towarzysząca jej piosenka autorstwa Pawła Tyczyny:

Люба сестронька, милий братику,

Попрацюймо на Хрещатику

Ти з того кінця, я з цього кінця...

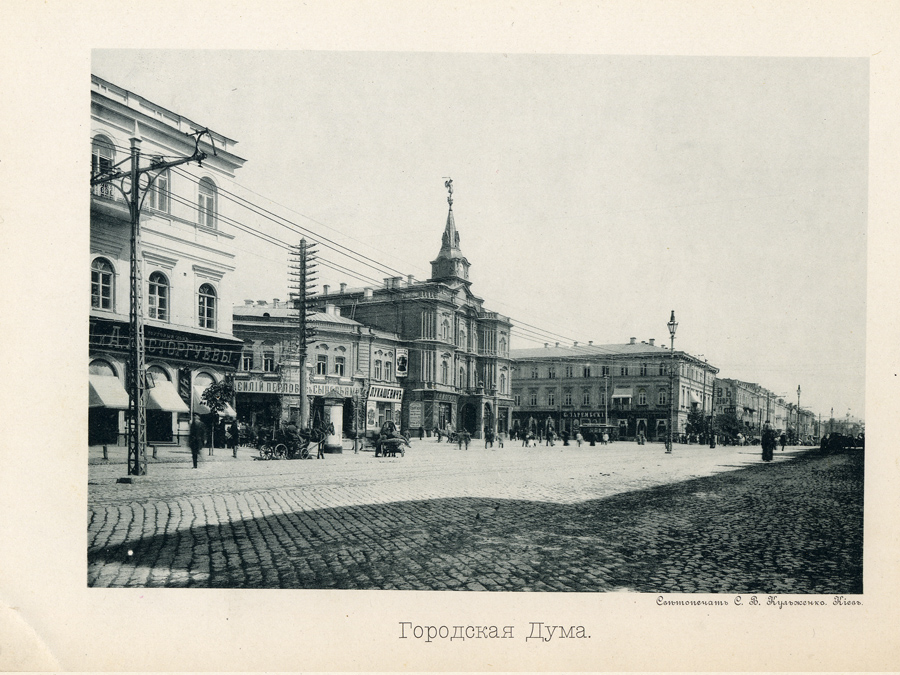
Pocztówka przedstawiająca Dumę Miejską. Początek XX wieku
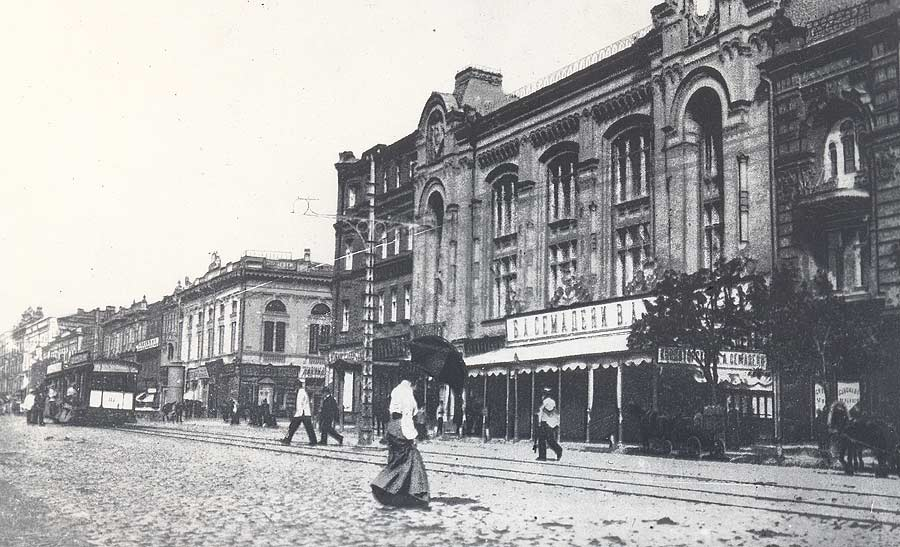
Cukiernia na Chreszczatyku sfotografowana od strony Dumy. B. A. Semadeni napisane alfabetem rosyjskim i obok łacińskim. Na lewo charakterystyczny budynek giełdy. Budynek ten oddzielony był od Giełdy Miejskiej ulicą Instytucką (dzisiaj jest tam Majdan Niepodległości)
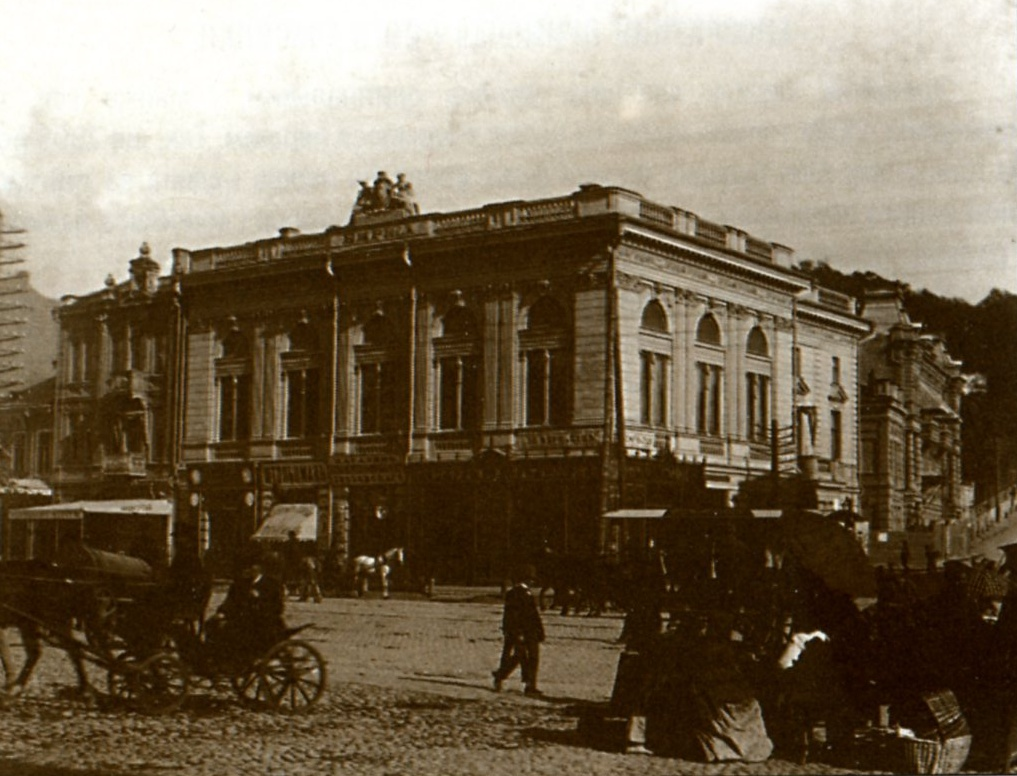
Kijowska Giełda pod koniec XIX wieku
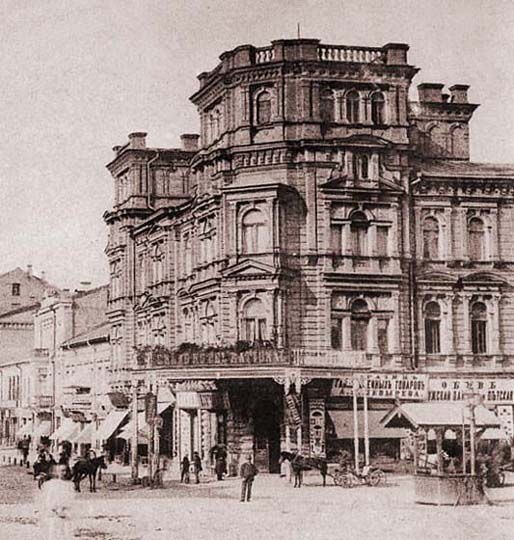
Hotel Nacional w XIX stuleciu
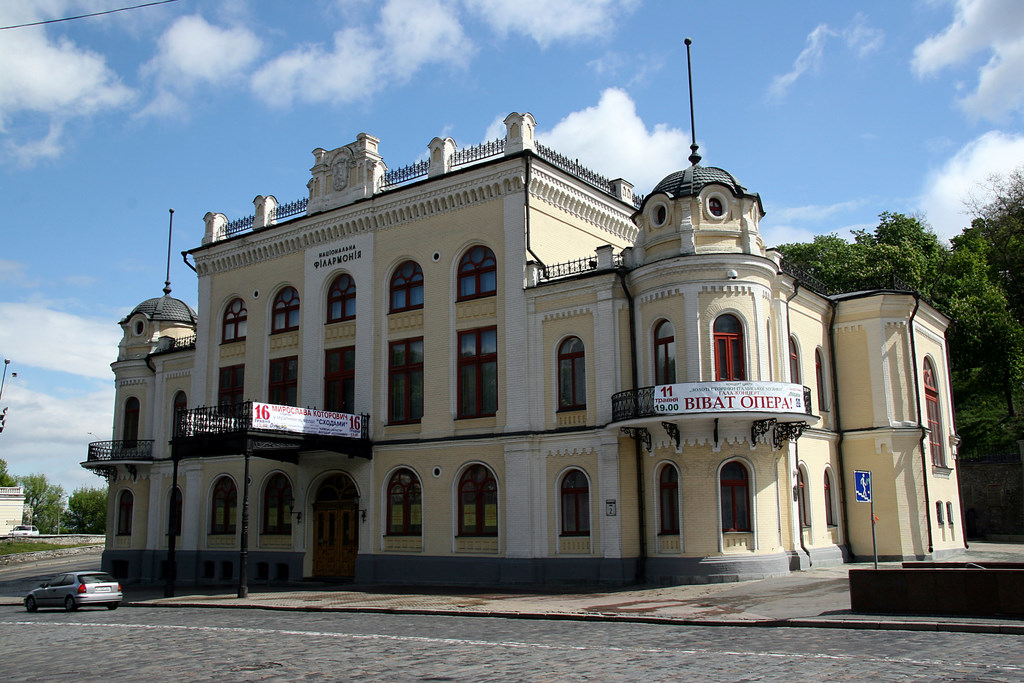
Dom Kupiecki. Obecnie Filharmonia Narodowa